# Успеть до Морти-ночи
«Успеть до Морти-ночи» (англ. Mortynight Run) — второй эпизод второго сезона американского мультсериала «Рик и Морти». Сценарий к эпизоду написал Дэвид Филлипс, а режиссёром выступил Доминик Полчино.
Название эпизода отсылает к фильму «Успеть до полуночи» (1988).
Премьера эпизода состоялась 2 августа 2015 года в блоке Adult Swim на Cartoon Network. Эпизод посмотрели около 2,2 миллиона зрителей во время выхода в эфир.

## Сюжет
Рик даёт Морти урок вождения на своём летающем корабле. Они обнаруживают Джерри на заднем сиденье и везут его в детский сад «Нудный Джерри», созданный альтернативным Риком для того, чтобы высаживать версии Джерри. Джерри чувствует себя инфантильным из-за детской атмосферы, включая яму для мячей и фигуру в костюме Бет, но с нетерпением ждёт просмотра «Успеть до полуночи». Вскоре он обнаруживает комнату Джерри, за которыми не вернулись Рики, и испытывает отвращение из-за отсутствия у них желания уйти. Он выходит через парадную дверь, но, дойдя до билетной станции и не сумев связаться с инопланетянином, он пугается внешней среды и возвращается обратно в сад.
Рик продаёт пистолет с антивеществом убийце Кромбопулусу Майклу, но Морти обеспокоен этим. На деньги с продажи оружия они идут в аркады «Blips and Chitz». В первой игре Морти становится персонажем Роем и проживает свою жизнь 55 лет, не помня о внешнем мире, пока не умирает после падения с лестницы в магазине ковров. В то время как Рик играет Роя, Морти берёт корабль с целью остановить Кромбопулуса Майкла, но случайно разбивается и убивает его. Прежде чем охранник успевает убить Морти, Рик проходит через портал, который разрезает охранника надвое.
Целью Кромбопулуса Майкла было газообразное существо, которое общается посредством телепатии, которого Рик называет «Шептуном». Морти берёт Шептуна на борт корабля, но Рик протестует этому, прежде чем уйти. Он появляется, чтобы спасти Морти после нападения охранников. Шестерёнкоголовый ремонтирует повреждённый корабль, в то время как Шептун начинает петь песню «Goodbye Moonmen» с сопровождающим музыкальным видео в голове Морти. Шестерёнкоголовый предаёт Рика, звоня властям, которые, по словам Шептуна, хотят использовать его способности для изменения состава атомов. Рик, Морти и Шептун преследуются правоохранительными органами, когда они уходят, пока Шептун не использует телепатию, чтобы отвлечь их.
Шептун достигает червоточины и говорит Морти, что их план состоит в том, чтобы уничтожить всю основанную на углероде жизнь. Морти просит Шептун снова спеть и стреляет в него из пушки на антивеществе. Затем Рик и Морти возвращаются, чтобы забрать Джерри, но другой Рик и Морти не понимают, кому принадлежит Джерри, и каждый уходит со случайным из двух Джерри.
В сцене после титров Рик появляется в рекламе «Blips and Chitz».

## Отзывы
Джесси Шедин из IGN оценил эпизод на 8,8 из 10, заявив, что игра «Рой» выдалась, и продемонстрировала внимание авторов к деталям. Шедин одобрил рост персонажа Морти, «отличительный голос и личность», которые Клемент привнёс в Шептуна, и то, что сюжет Джерри был связан с основной сюжетной линией, забавным и был полным решимости. Гита Джексон из Paste оценила эпизод на 9,5 из 10, заявив, что этот эпизод был юмористическим, особенно из-за количества шуток над Blips and Chitz и неправильным выбором слов Шептуна после прочтения мыслей других персонажей. Зак Хэндлен из The A.V. Club дал эпизоду оценку A-, заявив, что испытал первоначальное разочарование из-за отсутствия неожиданности в масштабе предыдущих серий. Поразмыслив, Хэндлен обнаружил, что это «основательное, даже необходимое повествование для сериала» для развития персонажа Морти. Он также одобрил «тонкие штрихи во всём» и озвучку Клемента в роли Шептуна, персонажа, «достаточно симпатичного для его возможного распада на материю».